# Diagram rozdělení voleb

Půlkruhový diagram rozdělení voleb

Diagram rozdělení voleb je grafické znázornění výsledků voleb a míst v plénu nebo zákonodárném sboru. Diagram lze také použít ke srozumitelnému znázornění údajů, například seskupením spřízněných stran.

## Pozadí
Hlasy ve volbách se často znázorňují pomocí sloupcových nebo koláčových grafů, často označených příslušným procentem nebo počtem hlasů. Rozdělení křesel mezi strany v zákonodárném sboru má definovaný soubor pravidel, který je pro každý orgán jedinečný. Jako příklad lze uvést Senát státu Virginie:
| „ | Po volbě senátorů přidělí tajemník Senátu jednotlivým senátorům lavice, přičemž senátoři zvolení za členy většinové strany v Senátu jsou v prostoru komory od severní strany komory až do přidělení všech lavic, poté senátoři zvolení za členy menšinové strany v Senátu a poté všichni senátoři, kteří nebyli zvoleni za členy obou hlavních politických stran. | “ |

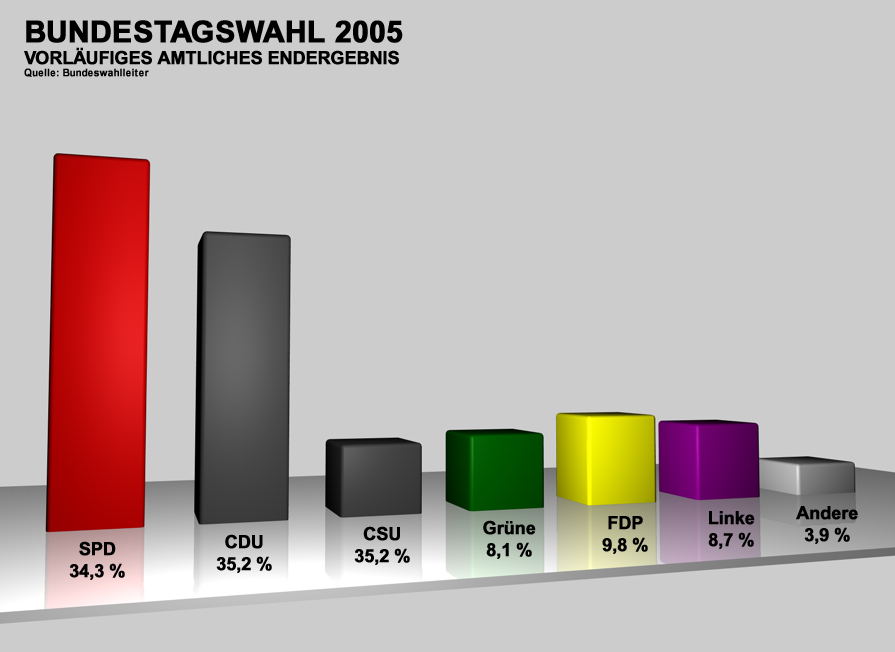
Volby do Spolkového sněmu 2005

Místo sloupcového nebo koláčového grafu lze rozdělení křesel mezi strany v zákonodárném sboru, jako je parlament, přehledněji znázornit tak, že se jednotliví zástupci každé strany zobrazí jako body ve vzoru, protože počet zástupců je rovněž významný a je snadno vizuálně pochopitelný. Tečky jsou obvykle označeny kódem podle politické barvy příslušných stran. Tradičně se znázorňuje jako schéma zasedacího pořádku v plenárním sále, ale lze jej znázornit i abstraktnějším způsobem, který volněji odpovídá zasedacímu pořádku v zákonodárném sboru, například formou půlkoláčového schématu jako abstraktního znázornění půlkruhu nebo stylizovaným znázorněním Westminsterského parlamentu s vyznačením vlády, opozice, předsedy a crossbencherů. V Německu pořadí pruhů obvykle odpovídá zleva doprava rozmístění stran v předchozích volbách, a vychází tedy z pořadí uvedeného na hlasovacím lístku, které je upraveno v § 30 spolkového volebního zákona.
Tyto grafy lze také použít ke srozumitelnému znázornění dat. Příkladem jsou reakce politiků na střelbu v Orlandu.

## Galerie

Schematické schéma Sněmovny lordů s vyznačením vlády, opozice, křížové lavice a předsedy sněmovny, které není přesným zobrazením zasedacího pořádku.
Stylizovaný diagram ve tvaru písmene U, který má znázorňovat uspořádání Severoirského shromáždění.
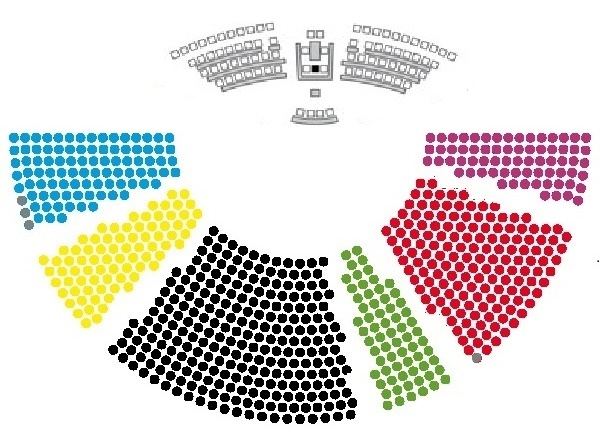
Schéma volebního rozdělení věrně kopírující skutečné rozložení sedadel ve Spolkovém sněmu.